# Amaury de St Amand
Sir Amaury de St Amand (auch Aimery de Saint Amand) († zwischen 1240 und September 1241) war ein Ritter, der als Militär, Beamter und Diplomat zum Vertrauten des englischen Königs Heinrich III. aufstieg.

## Dienst als Militär, Beamter und Diplomat
Die Herkunft von Amaury de St Amand ist unbekannt. Er stammte vermutlich aus Flandern oder aus der Normandie. Wahrscheinlich wurde er nach Saint-Amand im Pas-de-Calais benannt, doch auch eine Herkunft aus Saint-Amand in der Manche oder aus Saint-Amand-des-Hautes-Terres ist möglich. Er wird erstmals im März 1217 während des Ersten Kriegs der Barone als Mitglied der Besatzung von Taunton Castle erwähnt, einer Burg von Peter des Roches, einem Unterstützer des Königs. Auch nach dem Krieg der Barone stand er mehrfach im Dienst von Bischof des Roches, unter anderem gehörte er 1223 während des Krieges gegen Wales zu den zwanzig Rittern, die des Roches stellte. Dazu stand er mehrfach im Dienst von König Heinrich III. 1221 bezeugte er die Vergabe der Verwaltung der Kanalinseln an Philip d’Aubigny dem Jüngeren. Im Auftrag des Königs reiste er 1226 nach Irland, nahm von 1230 bis 1231 am Frankreichfeldzug des Königs teil und diente danach von 1232 bis 1234 als Militär und Diplomat in der Bretagne. 1232 war er einer der Warden der Kanalinseln. Nach seiner Rückkehr aus Frankreich wurde St Amand ein wichtiger Beamter des Königs in den Welsh Marches. Er diente als Kommandant oder Verwalter mehrerer königlicher Burgen, darunter ab 1234 von St Briavels Castle, womit er auch Verwalter des königlichen Forest of Dean war. Ab Januar 1234 war er High Constable der Welsh Marches und von 1234 bis 1240 Sheriff von Herefordshire. 1231, 1237 und 1238 diente er als Unterhändler bei Verhandlungen mit walisischen Fürsten.

## Stellung am Königshof und Teilnahme am Kreuzzug der Barone
Vor 1233 wurde St Amand zum Ritter geschlagen und 1233 wurde er zu einem der Stewards of the King’s Household ernannt. Durch dieses Amt hatte er beträchtlichen Einfluss am Königshof. Als Vertrauter des Königs war er 1239 einer der neun Taufpaten des Thronfolgers Eduard. Heinrich III. belohnte St Amands Dienste, in dem er ihm einträgliche Vormundschaftsverwaltungen gab. Dazu erhielt er 1230 die Besitzungen seines Cousins Ralph de Verdun, einem Sohn seines Onkels Walter de Verdun. Als Knight Banneret nahm er ab Sommer 1240 im Gefolge von Simon de Montfort am Kreuzzug der Barone teil, in dessen Verlauf er starb.

## Ehen und Nachkommen
St Amand war zweimal verheiratet. Der Name seiner ersten Frau ist unbekannt. Vor Dezember 1222 heiratete er in zweiter Ehe Iseult, eine Tochter von William Pantulf. Er hatte mehrere Kinder, darunter sein Sohn Ralph, der sein Erbe wurde.